# Salix stomatophora
Salix stomatophora är en videväxtart som beskrevs av Björn Floderus. Salix stomatophora ingår i släktet viden, och familjen videväxter. Inga underarter finns listade i Catalogue of Life.